# Ben Davies (ur. 1995)
Benjamin Keith „Ben” Davies (ur. 11 sierpnia 1995 w Barrow-in-Furness) – angielski piłkarz, występujący na pozycji obrońcy.

## Kariera klubowa

### Preston North End
Ben Davies jest wychowankiem klubu Preston North End. Gdy miał 17 lat zadebiutował 22 stycznia 2013 w meczu przeciwko Coventry City, który zakończył się remisem 2-2.

### York City
W sezonie 2013/2014 został wypożyczony do York City występującego wówczas w League Two. W zespole zadebiutował 3 sierpnia 2013 w wygranym meczu 1-0 przeciwko Northampton Town. Łącznie w tym zespole rozegrał 44 spotkania.

### Tranmere Rovers
19 września 2014 został wypożyczony na miesiąc do Tranmere Rovers, w którym wystąpił 3 razy.

### Southport
11 września 2015 klub Preston wypożyczył go na miesiąc do Southport występującego w Conference National. 13 października 2015 powrócił z wypożyczenia.

### Newport County
7 stycznia 2016 został wypożyczony do grającego w League Two Newport County. Rozegrał tam 19 spotkań i 31 maja 2016 wrócił do Preston.

### Liverpool
1 lutego 2021 roku przeszedł do Liverpoolu.